# Sumner County, Tennessee
Sumner County är ett administrativt område i delstaten Tennessee, USA, med 160 645 invånare. Den administrativa huvudorten (county seat) är Gallatin. 

## Geografi
Enligt United States Census Bureau har countyt en total area på 1 406 km². 1 370 km² av den arean är land och 36 km² är vatten. 

### Angränsande countyn
- Davidson County - sydväst
- Macon County - öst
- Robertson County - väst
- Trousdale County - sydost
- Wilson County - söder
- Allen County, Kentucky - nordost
- Simpson County, Kentucky - nordväst